# Distrito electoral de North Platte (condado de Lincoln, Nebraska)
North Platte (en inglés: North Platte Precinct) es un distrito electoral ubicado en el condado de Lincoln en el estado estadounidense de Nebraska. En el Censo de 2010 tenía una población de 24733 habitantes y una densidad poblacional de 713,45 personas por km².

## Geografía
North Platte se encuentra ubicado en las coordenadas 41°7′38″N 100°45′51″O / 41.12722, -100.76417. Según la Oficina del Censo de los Estados Unidos, North Platte tiene una superficie total de 34.67 km², de la cual 34.19 km² corresponden a tierra firme y (1.38%) 0.48 km² es agua.

## Demografía
Según el censo de 2010, había 24733 personas residiendo en North Platte. La densidad de población era de 713,45 hab./km². De los 24733 habitantes, North Platte estaba compuesto por el 93.09% blancos, el 1.01% eran afroamericanos, el 0.7% eran amerindios, el 0.68% eran asiáticos, el 0.02% eran isleños del Pacífico, el 2.79% eran de otras razas y el 1.71% pertenecían a dos o más razas. Del total de la población el 8.77% eran hispanos o latinos de cualquier raza.